# BTR-50
Der BTR-50 ist ein amphibischer, sowjetischer Transportpanzer. Er war bis 1993 im Einsatz bei den Landstreitkräften der UdSSR sowie der verbündeten Staaten des Warschauer Pakts. Als SPW-50PK gehörte er bis 1990 zur Standardausrüstung der NVA der DDR.

## Entwicklung
Noch im Zweiten Weltkrieg verfügte die Rote Armee über keine eigenen gepanzerten Mannschaftstransporter. Nach Kriegsende begannen Experimente auf der Basis erbeuteter deutscher sowie im Rahmen der Waffenhilfe erworbener US-amerikanischer und britischer Transporter. Zunächst wurden groß dimensionierte Rad- und Kettenfahrzeuge entwickelt, mit einer Transportkapazität von bis zu 30 Soldaten. Als erstes Modell kam der BTR-50 in die groß angelegte Serienproduktion. Die Entwicklung wurde 1952 abgeschlossen und das Fahrzeug 1954 offiziell beim sowjetischen Militär eingeführt. Das Fahrzeug wurde bis 1970 hergestellt.
Schnell wurden die Nachteile des Fahrzeugs deutlich: Die Soldaten mussten das Fahrzeug über die Dachluken verlassen, es war nicht an die Größe eines einzelnen Schützentrupps angepasst und nicht für den Einsatz unter ABC-Bedingungen und den Kampf gegen andere gepanzerte Fahrzeuge geeignet. Mit dem BMP-1 folgte ab 1966 ein auf diese Anforderungen ausgerichtetes Nachfolgemodell.

## Technik
Der BTR-50 wurde im Tscheljabinsker Traktorenwerk entwickelt und basiert auf dem leichten Schwimmpanzer PT-76. Er nutzt dessen Wanne, Laufwerk und Antriebsstrang. Im Gegensatz zu allen anderen Modellen der BTR-Serie war das 50er-Modell mit Ketten ausgestattet. Zur Fortbewegung im Wasser dienten zwei Wasserstrahlantriebe im Heck, ein umklappbares Schwallbrett am Bug verhinderte das Überschwappen der Bugwelle.

## Versionen
- BTR-50P (Objekt 750, 1954): in der Ursprungsversion mit offenem Mannschaftsraum, ohne Bewaffnung. Mit Rampen am Heck, die heruntergeklappt das Zuladen von leichten Geschützen ermöglichen. Seilwinde mit 1,5 t Zugkraft.
- BTR-50PA (Objekt 750M, 1956): mit überschwerem MG KPWT auf der Kommandantenkuppel
- BTR-50PK (Objekt 750K, 1958): Mannschaftsraum nunmehr mit gepanzertem Dach, ein MG SGMB (später ersetzt durch ein PKMB), keine Seilwinde.
- BTR-50PN (1958): Stabsschützenpanzer mit erweiterter Kommunikationstechnik und Generator. Zweiter Turmerker rechts.
- BTR-50PU (Objekt 750K, 1958): Stabsschützenpanzer mit erweiterter Kommunikationstechnik, Kartenraum und Generator. Zweiter Turmerker rechts.
  - BTR-50PUM (Modernisierung)
  - BTR-50PUM-1 (Modernisierung, 1972)
- STPU-2 (1955): Fla-Sfl mit 1 × ZPU-2, vertikaler Richtbereich −3° – +91°, horizontal 360°. Kampfsatz 1280 Schuss.
- STPU-4 (1955): Fla-Sfl mit 2 × ZPU-2. Kampfsatz 2560 Schuss.
- MTP: unbewaffnetes Abschlepp- und Instandsetzungsfahrzeug
- MTK: Minenräumer
- OT-62 TOPAS: polnisch/tschechische Weiterentwicklung auf Basis des in Lizenz hergestellten BTR-50PU.

## Nutzerstaaten

### BTR-50
- Afghanistan
- Albanien
- Algerien
- DDR (SPW-50)
- Finnland (BTR-50PK: 50)
- Guinea
- Indonesien
- Irak
- Iran
- Kongo
- Libanon
- Rumänien
- Slowakei
- Somalia
- Sowjetunion und Russland[1]
- Ungarn
- Vietnam

### OT-62
- Ägypten
- Israel
- Polen
- Tschechien
- Syrien

## Einsatz
BTR-50 wurden von Ägypten und Syrien während des Sechstagekrieges (1967) eingesetzt, von denen einige von Israel erbeutet wurden. Von der israelischen Armee erbeutete syrische und ägyptische OT-62 wurden mit einem MG FN MAG nachgerüstet und weiterverwendet. Beide Seiten setzten während des Stellungskrieges (1968–70) BTR-50 ein. Während der Operation „Raviv“ (8.–9. September 1969), einem amphibischen Angriff über den Suezkanal, wurden drei T-54-Panzer und sechs BTR-50 eingesetzt, um hinter den ägyptischen Linien Verwirrung zu stiften.
Während des Jom-Kippur-Krieges (1973) wurden BTR-50 erneut von Ägypten, Syrien und Israel eingesetzt. Während dieses Konflikts wurden BTR-50 zusammen mit T-54 und T-55 von der israelischen Armee bei den Kämpfen in und um die Stadt Suez eingesetzt. Israel erbeutete weitere BTR-50 von den Ägyptern und Syrern. Einige der israelischen BTR-50 wurden später an die südlibanesische Armee übergeben.
Ab Februar 2023 wurde berichtet, dass ausgemusterte BTR-50-Transportpanzer wegen hoher Verluste modernerer gepanzerter Fahrzeuge aus Langzeitlagerung genommen wurden und während des russisch-ukrainischen Krieges auf russischer Seite zum Einsatz kamen.